# Sindersbach
Der Sindersbach ist ein etwa 8,2 Kilometer langer rechter, westnordwestlicher Zufluss des Mains im Landkreis Main-Spessart im bayerischen Spessart.

## Name
Der Bach wurde in einer schriftlichen Urkunde von 1522 „Sinterßbach“ erwähnt. Das Bestimmungswort des Namens ist der althochdeutsche Personenname Sintheri.

## Verlauf
Der Sindersbach entspringt südlich vom Lohrer Stadtteil Ruppertshütten. Er mündet kurz nach Langenprozelten, einem Stadtteil  von Gemünden am Main, in den Main.

## Freizeit und Erholung
Zahlreiche, zum Wandern geeignete Waldwege, z. B. der Maintalhöhenringweg, erschließen die Umgebung des Sindersbachs.

## Wasserkraftnutzung
Im Bereich des Sindersbachtals befindet sich das Pumpspeicherkraftwerk Langenprozelten mit Ober-, Unter- und Rückhaltebecken.